# Takumi Kato
Takumi Kato (japanisch 加藤 拓己 Kato Takumi; * 16. Juli 1999 in Ryūgasaki, Präfektur Ibaraki) ist ein japanischer Fußballspieler.

## Karriere
Takumi Kato erlernte das Fußballspielen in der Jugendmannschaft der Kashima Antlers, der Schulmannschaft der Yamanashi Gakuin University High School sowie in der Universitätsmannschaft der Waseda-Universität. Von der Universität wurde er die Saison 2021 an den Erstligisten Shimizu S-Pulse ausgeliehen. Hier kam er jedoch nicht zum Einsatz. Nach der Ausleihe wurde er von dem Verein aus Shimizu am 1. Februar 2022 fest unter Vertrag genommen. Ende Mai 2022 wurde er an den Drittligisten SC Sagamihara ausgeliehen. Sein Drittligadebüt gab er am 4. Juni 2022 (11. Spieltag) im Auswärtsspiel gegen den Kagoshima United FC. Hier stand er in der Startelf und wurde in der 67. Minute gegen Kensei Ukita ausgewechselt. Sagamihara gewann das Spiel durch ein Tor von Tsubasa Andō mit 1:0. Nach zehn Ligaspielen kehrte er im Oktober zu Shimizu zurück. Am Ende der Saison musste er mit Shimizu den Weg in die Zweitklassigkeit antreten.